# Ayame Sasamura
Ayame Sasamura (en japonés: 笹村あやめ, Sasamura Ayame) (Prefectura de Saitama, 14 de agosto de 1995) es una luchadora profesional independiente japonesa conocida por su paso por las promociones Seadlinnng y Active Advance Pro Wrestling.

## Carrera profesional

### Circuito independiente (2013-presente)
Como luchadora independiente, Sasamura es conocido por competir en múltiples promociones de la escena independiente japonesa. En TAKA & Taichi Produce TAKATaichi House In Yokohama, y en el show independiente producido por Taichi Ishikari y Taka Michinoku el 22 de diciembre de 2018, Sasamura compitió en un battle royal de 16 personas en el que también participaron Jun Kasai, Yoshinobu Kanemaru, Natsumi Maki y Tomoaki Honma. En el DDT Ganbare Pro Mosquito On The Tenth Floor del 14 de septiembre de 2019, Sasamura se asoció con Bambi para derrotar a Haruka Kato y Moeka Haruhi. En Oz Academy Sparkling New Year el 5 de enero de 2020, hizo equipo con Rina Shingaki y Syuri en un esfuerzo perdedor contra Ozaki-gun (Maya Yukihi, Mayumi Ozaki y Yumi Ohka). En el BJW/ZERO1/2AW Great Clash, un evento cruzado producido por Active Advance Pro Wrestling en colaboración con Big Japan Pro Wrestling y Pro Wrestling ZERO1, en la Nochebuena de 2021, formó equipo con Yoshikazu Yokoyama y Ryuji Ito, cayendo ante Chris Vice, Jaki Numazawa y Kyu Mogami.

### Kaientai Dojo/Active Advance Pro Wrestling (2017-presente)
Sasamura hizo su debut en la lucha libre profesional en K-DOJO Tokyo Super Big Show, un evento promovido por Kaientai Dojo el 15 de octubre de 2017 donde cayó ante su propio entrenador, Bambi. En 2AW GRAND SLAM In Shinkiba, el 3 de agosto de 2019, Sasamura se unió a Ayato Yoshida y Chibayan para desafiar sin éxito a Rasse, Yapper Man #1 y Yapper Man #2 por el Chiba Six Man Tag Team Championship.

### Pro Wrestling Wave (2018-presente)
Sasamura participó en eventos de Pro Wrestling Wave como el Dual Shock Wave, haciendo su primera aparición en la edición de 2020 del torneo, donde formó equipo con su compañera del tag team "3A" Rina Shingaki para derrotar a los equipos de Nagisa Nozaki y Saki y Boss To Mammy (Yumi Ohka y Mio Momono) en un combate a tres bandas en la primera ronda, para luego caer ante los equipos de Luminous (Haruka Umesaki y Miyuki Takase) e Itsuki Aoki y Rin Kadokura en la segunda. El 18 de diciembre de 2020, Sasamura participó en un torneo de un día para determinar la contendiente número 1 para el Wave Single Championship, en el que derrotó a Saki en el combate de la primera ronda, pero cayó ante Sakura Hirota en la segunda ronda.

### Seadlinnng (2018-presente)
Una de las promociones para las que es conocida por haber trabajado es Seadlinnng. Con esta, hizo su primera aparición en SEAdLINNNG Shin-Kiba 4th NIGHT el 8 de junio de 2018, donde hizo equipo con Asuka en un esfuerzo perdedor contra Arisa Nakajima y Misaki Ohata. En SEAdLINNNG Sparkling-d! 2018 el 13 de diciembre, Sasamura hizo equipo con Arisa Nakajima para derrotar a Borderless (Rina Yamashita y Yoshiko) por el Beyond the Sea Tag Team Championship.

### Sendai Girls' Pro Wrestling (2018-presente)
Otra promoción en la que Sasamura es conocida por competir es Sendai Girls' Pro Wrestling. Se convirtió en la campeona junior inaugural de Sendai Girls tras derrotar a Manami en la final de un torneo que tuvo lugar el 14 de octubre de 2018. Tras dejar el título en manos de Millie McKenzie, Sasamura continuó haciendo apariciones esporádicas en la promoción, compitiendo en battle royals como la de un house show promovido el 12 de enero de 2020, combate ganado por Dash Chisako y en el que también participaron Chihiro Hashimoto, Dalys la Caribeña, Kaoru, Sakura Hirota, Sareee y otras. También compitió en eventos de firma de la promoción como el Royal Tag Tournament 2019 donde hizo equipo con Yoshiko en las primeras rondas del 12 de noviembre donde cayeron ante Meiko Satomura y Syuri.

## Campeonatos y logros
- Seadlinnng
  - Beyond the Sea Tag Team Championship (1 vez) – con Arisa Nakajima
- Sendai Girls' Pro Wrestling
  - Sendai Girls Junior Championship (1 vez)[17]
- World Woman Pro-Wrestling Diana
  - World Woman Pro-Wrestling Diana Tag Team Championship (1 vez) – con Rina Shingaki